# Lycos
Lycos, Inc. es un buscador y portal web fundado en 1994, nacido como un proyecto de la  Universidad Carnegie Mellon. Lycos posee una red de servicios diversos como correo electrónico, hosting web y redes sociales.

## Historia

Logo Lycos

Lycos es un portal web que incluye un buscador. Surgió como un proyecto de desarrollo de un motor de búsqueda liderado por el Dr. Bob Davis de la Universidad Carnegie Mellon en 1974. Se incorporó en 1995 y llegó a ser uno de los sitios web más visitados de internet con una presencia global en alrededor de 40 países.
El nombre "Lycos" es la palabra griega para «lobo», que se encuentra como raíz en Lycosidae, o licántropo, y es en el gran grupo de familia de arañas Lycosidae de donde toma el nombre Lycos, en referencia a la web (Spide Web) y la red que parece formar la World Wide Web. Lycos se encargaría de encontrar los resultados en esa maraña de webs.

### Adquisición por Telefónica
En plena burbuja tecnológica, Terra (propiedad de Telefónica), adquirió Lycos en una de las operaciones financieras más llamativas, pero que a medio plazo resultó ser la menos rentable. Con la compra de Lycos, Terra pretendía posicionarse como líder en portales entre la comunidad latina de Estados Unidos.
En el año 2000, el analista Enrique Dans hablaba en estos términos sobre la compra de Lycos por Terra: 

“La compañía resultante de la fusión entre Terra y Lycos pasa a ser la tercera del mundo en su negocio, detrás de AOL y Yahoo! […]. Alrededor de un 40% de los usuarios visitan menos de diez sitios web en una semana, es decir, su portal y poco más. Y es normal, considerando que el portal se afana por ofrecer a esos usuarios todo aquello que habitualmente necesitan”.

Cuatro años después, el propio Dans acusaba a César Alierta de ser el culpable del naufragio de la operación, y definía en términos bastante duros lo ocurrido en esos años: “Podría entrar en el libro Guinness de los Records como la operación más aberrante de la historia de la economía […]. El caso más paradigmático que conozco de ‘si lo intento con todas mis fuerzas, no podría hacerlo peor”. Recordaba también que Telefónica había ninguneado y despedido a todos los ejecutivos que tenía Lycos en 2000, incluyendo el reputado primer empleado del portal, Bob Davies (pasó en pocos meses de consejero delegado a vicepresidente del consejo -un cargo casi honorífico- y salió de Terra en 2003 para dedicar tiempo al resto de sus iniciativas empresariales).

### Adquisición por Daum
La empresa de comunicaciones surcoreana Daum compró el portal Lycos en octubre del 2004 por valor de 94.5 millones de dólares. El primer cambio realizado por la nueva dirección fue abandonar el negocio de las búsquedas (dónde ya empezaba a destacar una joven empresa llamada Google) y convertirse en una comunidad centrada en el contenido multimedia. Para ello, se deshicieron de webs de referencia como Wired News (desgajada de la revista Wired tras su compra por Lycos, y con la que se volvió a reunificar) o Matchmaker.com (la web de citas online más antigua del mundo, fundada en 1986).Conservó, no obstante, dos webs históricas de alojamiento gratuito: Angelfire y Tripod, posiblemente las más queridas del sector por los usuarios de la época, junto a la mítica Geocities. Esta última cerró, pero Angelfire y Tripod siguen en línea y perteneciendo a Lycos.
En 2006 lanzaría LycosPhone Beta, una aplicación de VoIP que no pudo hacer frente al líder del sector, Skype. Después lanzaría el servicio “del.icio.us para vídeos” llamado Lycos MIX, que pretendía crecer aprovechando la popularidad de YouTube y Google Video.

### Venta a Ybrant Digital
Daum vendería Lycos en agosto del 2010 a la empresa india Ybrant Digital por 36 millones de dólares.

### Liquidación
El año 2009 en plena crisis económica global, los accionistas mayoritarios de Lycos, siendo Terra el mayor de ellos, acordaron la liquidación de Lycos, después de varios años de pérdidas operativas y ante la imposibilidad de encontrar un comprador. A pesar de ello, en los últimos años, Lycos ha recuperado parte de sus servicios iniciales variando según del idioma del portal, como el correo electrónico, el portal de noticias, el servicio de hosting Tripod o sus salas de chat (como es el caso de la versión española), aunque todos ellos, de una forma más minimalista.
Lycos todavía ofrece una variedad de servicios, como el buscador Web, pero el servicio gratuito de correo electrónico ya no es una de ellas. El servicio gratuito de correo electrónico de Lycos era básico, ofrecía 3 GB de espacio de almacenamiento de correo electrónico, limitado en comparación con otros servicios. En 2018, la Empresa migró a correo electrónico pagado (por mensualidades o anualidades) y cerró las cuentas del servicio gratuito.